# Schizotrema atlanticum
Schizotrema atlanticum är en kräftdjursart som beskrevs av Mihai Bacescu och Zarui Muradian 1972. Schizotrema atlanticum ingår i släktet Schizotrema och familjen Nannastacidae. Inga underarter finns listade i Catalogue of Life.